# Лукас Кранах Млади
Лукас Кранах Млади (на немски: Lucas Cranach der Jüngere) е значим художник и портретист на Ренесансa.

## Биография
Роден е на 4 октомври 1515 г. във Витенберг, днес област Саксония-Анхалт. Той е малкият син на художника Лукас Кранах Стари и Барбара Бренгебир. Заедно с брат си Ханс Кранах (* 1513, † 9 октомври 1537) той изучава рисуването в бащината работилница.
След смъртта на баща му през 1537 г. той поема работилницата му и се подписва със свой герб. През 1565 г. той е кмет на града.
Лукас Кранах е женен два пъти – за Барбара Брюк (* 1518, † 10 февруари 1550, дъщеря на саксонския канцлер Грегор Брюк, с нея има четири деца) и за Магдалена Шурф (* 19 август 1531, † 3 януари 1606, дъщеря на саксонския лекар проф. др. Аугустин Шурф, с която има пет деца). Син на Лукас от втория му брак е художникът Аугустин Кранах (* 1554, † 26 юли 1595).
Лукас Кранах умира на 70 години на 25 януари 1586 г. и е погребан на 27 януари в градската църква на Витенберг.

## Галерия
- „Христос и грешницата“, след 1532, Санкт Петербург, Държавен Ермитаж
- „Адам и Ева“, след 1537, Дрезден, Художествена галерия на старите майстори
- „Лукреция“, след 1537, Берлин
- „Мартин Лутер и витенбергските реформатори“, ок. 1543, Толидо, Художествен музей
- „Нимфата на пролетта“, ок. 1545 – 1550, Ню Йорк, Музей на изкуството „Метрополитън“
- „Апостол Павел в работната му стая“, 1547
- „Преобръщането на Павел“, 1549, Нюрнберг, Германски национален музей
- „Портрет на курфюрст Август I Саксонски“, ок 1564, Дрезден, Художествена галерия на старите майстори
- „Портрет на Йоахим Брандербургски“, ок. 1570
- „Портрет на Мориц Санксонски (1521 – 1553)“, 1578, Дрезден, Държавна художествена галерия